# Bedingte Unabhängigkeit
Die bedingte Unabhängigkeit ist in der Wahrscheinlichkeitstheorie eine mathematische Verallgemeinerung der stochastischen Unabhängigkeit von Ereignissen, Mengensystemen und Zufallsvariablen mittels der bedingten Wahrscheinlichkeit und des bedingten Erwartungswertes. Die bedingte Unabhängigkeit findet insbesondere Anwendung bei Aussagen über austauschbare Familien von Zufallsvariablen.

## Definition
Gegeben sei ein Wahrscheinlichkeitsraum {\displaystyle (\Omega ,\Sigma ,P)}, sowie eine Unter-σ-Algebra {\displaystyle {\mathcal {A}}} von {\displaystyle \Sigma }. Sei {\displaystyle P(\cdot |{\mathcal {A}})} die bedingte Wahrscheinlichkeit gegeben {\displaystyle {\mathcal {A}}}.
Eine Familie von Teil-σ-Algebren {\displaystyle ({\mathcal {A}}_{i})_{i\in I}} von {\displaystyle \Sigma } heißt bedingt unabhängig gegeben {\displaystyle {\mathcal {A}}}, wenn für jede endliche Teilmenge {\displaystyle J} von {\displaystyle I} und jede beliebige Wahl von {\displaystyle A_{j}\in {\mathcal {A}}_{j}} mit {\displaystyle j\in J} gilt, dass
{\displaystyle P\left(\bigcap _{j\in J}A_{j}|{\mathcal {A}}\right)=\prod _{j\in J}P(A_{j}|{\mathcal {A}})}.
Aufgrund der Eigenschaften der bedingten Wahrscheinlichkeit ist die Identität als P-fast sicher zu verstehen.
Eine Familie von Zufallsvariablen {\displaystyle (X_{i})_{i\in I}} heißt bedingt unabhängig gegeben {\displaystyle {\mathcal {A}}}, wenn die Familie der erzeugten σ-Algebren {\displaystyle (\sigma (X_{i}))_{i\in I}} bedingt unabhängig gegeben {\displaystyle {\mathcal {A}}} ist.

## Bemerkungen und Eigenschaften
- Angelehnt an die Formulierung „unabhängig identisch verteilt“ definiert man mittels der bedingten Wahrscheinlichkeit eine Familie von Zufallsvariablen als unabhängig identisch verteilt gegeben {\displaystyle {\mathcal {A}}}, wenn die Familie unabhängig gegeben {\displaystyle {\mathcal {A}}} ist und die bedingten Verteilungen {\displaystyle P(\{X_{i}\in \cdot \}|{\mathcal {A}})} alle gleich sind.
- Beispielsweise ist jede Familie von Teil-σ-Algebren von {\displaystyle {\mathcal {A}}} immer unabhängig gegeben {\displaystyle {\mathcal {A}}}, genauso wie jede unabhängige Familie von σ-Algebren (im Sinne der Unabhängigkeit eines Mengensystems) immer unabhängig gegeben die triviale σ-Algebra {\displaystyle \{\emptyset ,\Omega \}} ist.

## Elementare bedingte Unabhängigkeit für Ereignisse
Zwei Ereignisse {\displaystyle A} und {\displaystyle B} sind bedingt (stochastisch) unabhängig gegeben {\displaystyle C} für ein Ereignis {\displaystyle C} mit {\displaystyle P(C)>0}, genau dann, wenn 
{\displaystyle P(A\cap B\mid C)=P(A\mid C)P(B\mid C)\;.}
Im Fall {\displaystyle P(B)>0} folgt 
{\displaystyle P(A\mid B\cap C)=P(A\mid C)\;.}
Im Fall {\displaystyle P(A)>0} folgt 
{\displaystyle P(B\mid A\cap C)=P(B\mid C)\;.}
Eine der beiden letzten Gleichungen wird manchmal auch zur Definition der bedingten Unabhängigkeit von Ereignissen verwendet. Für positive Wahrscheinlichkeiten sind die drei Gleichungen äquivalent.
Eine übliche Notation ist {\displaystyle A\perp \!\!\!\perp B\mid C}, wenn {\displaystyle A} und {\displaystyle B} bedingt unabhängig gegeben {\displaystyle C} sind. Diese Notation ist als {\displaystyle (A\perp \!\!\!\perp B)\mid C} zu verstehen, aber nicht als {\displaystyle A\perp \!\!\!\perp (B\mid C)}.